# 환경통계학
환경통계학(environmental statistics)은 통계방법을 환경과학에 적용하는 학문이다. 훼손되지 않은 상태의 자연 환경, 인간과 환경의 상호 작용, 도시 환경에 관한 질문을 다루는 절차를 다룬다. 환경 통계 분야는 공공, 조직 및 정부 부문에서 환경에 대한 관심이 높아지면서 지난 수십 년 동안 급속한 성장을 보였다.
유엔 환경 통계 개발 프레임워크(FDES)는 환경 통계의 범위를 다음과 같이 정의한다: 환경 통계의 범위는 환경의 생물물리학적 측면과 환경에 직접적으로 영향을 미치고 상호 작용하는 사회경제적 시스템의 측면을 포함한다. 환경, 사회, 경제 통계의 범위가 중복된다. 이러한 영역을 구분하는 명확한 선을 그리는 것은 쉽지 않거나 필요하지 않다. 환경에 직접적인 영향을 주거나 직접적인 상호 작용을 하는 프로세스나 활동을 설명하는 사회 및 경제 통계는 환경 통계에서 널리 사용된다. 이는 FDES의 범위 내에 있다.

## 같이 보기
- 환경 연구
- 통계학